# Condado de Ayanz
El condado de Ayanz es un título nobiliario español creado el 25 de noviembre de 1699 por el rey Carlos II de España a favor de Joaquín Francisco Aguirre y Santa María, señor del castillo y mayorazgo de Ayanz, señor de los palacios de Orcoyen, Irurozqui y Equísoain, corregidor de Guipúzcoa, miembro del consejo de Castilla, caballero de la Orden de Santiago, fiscal del Consejo de Castilla, gobernador de la Sala de Alcalde de Casa y Corte y corregidor de Guipúzcoa.

## Condes de Ayanz
|                        | Titular                                                                      | Periodo                |
| Creación por Carlos II | Creación por Carlos II                                                       | Creación por Carlos II |
| ---------------------- | ---------------------------------------------------------------------------- | ---------------------- |
| I                      | Joaquín Francisco Aguirre y Santa María                                      | 1699-1702              |
| II                     | Pedro Aguirre y Enríquez de Lacarra-Navarra                                  | 1702-¿?                |
| III                    | José Joaquín Aguirre y Abarca                                                | ¿?-¿?                  |
| IV                     | José María Francisco Antonio Manuel de Aguirre y Enríquez de Lacarra-Navarra | ¿?-1764                |
| V                      | Joaquina Regalada de Aguirre y Veráiz                                        | 1764-1823              |
| VI                     | Fausto María de los Dolores de Elío y Aguirre                                | 1823-1825              |
| VII                    | Francisco Javier de Elío y Jiménez-Navarro                                   | 1825-1863              |
| VIII                   | Fausto León de Elío y Mencos                                                 | 1863-1901              |
| IX                     | Elio de Elío y Magallón                                                      | 1901-1938              |
| X                      | Isabel de Elío y Gaztelu                                                     | ¿?-1986                |
| XI                     | Xavier Elío y de Gaztelu                                                     | 1984-2000              |
| XII                    | Alfonso Elío y de Gaztelu                                                    | 2000-actual titular    |

## Historia de los condes de Ayanz
- Joaquín Francisco Aguirre y Santa María (Pamplona, 19 de septiembre de 1641-Madrid, 3 de febrero de 1702),[3] I conde de Ayanz{Harvnp|Argamasilla de la Cerda y Bayona|1899|p=119}} y caballero de la Orden de Santiago en 1656.[4]  Era hijo de Juan de Aguirre y Santiáñez, natural de Olite, alcalde mayor de la Corte Mayor de Navarra en 1628 y oidor del Consejo Real de Navarra en 1632, y de Dionisia de Santa María y Álava.[4][3]

Casó con Lupercia Enríquez de Lacarra Navarra y Ezpeleta, hija de Gaspar Enríquez de Lacarra-Navarra, Álava y Esquivel, I conde de Ablitas, y de Jerónima Alodia de Ezpeleta y Góngora, VIII vizcondesa de Val de Erro y VII baronesa de Ezpeleta,. Sucedió su hijo:
- Pedro Aguirre y Enríquez de Lacarra-Navarra, II conde de Ayanz[2] y mariscal de los Reales Ejércitos.[4]

Casó con Orosia de Abarca y Rodríguez de Velasco, hija de Juan Jerónimo Gregorio de Abarca y Villalón (1644-1716), II conde de la Rosa, y de Gregria Rodríguez de Velasco (m. 1797). Sucedió su hijo:
- José Joaquín Aguirre y Abarca, III conde de Ayanz[2] y señor de Orcoyen.

Casó con Josefa Enríquez de Lacarra-Navarra y Murgutio. Sucedió su hijo:
- José María Francisco Antonio Manuel de Aguirre y Enríquez de Lacarra-Navarra (Tudela, 26 de marzo de 1726-17 de febrero de 1764), IV conde de Ayanz,[2] XII vizconde de Val de Erro y XII barón de Ezpeleta.[2]

Casó el 11 de agosto de 1748, en Tudela, con Beatriz de Veráiz y Magallón (1732-1813), descendiente del II conde de Ayanz. Sucedió su hija:
- Joaquina Regalada de Aguirre y Veráiz (m. 1823), V condesa de Ayanz,[7] XIII vizcondesa de Val de Erro y XIII baronesa de Ezpeleta.

Contrajo matrimonio el 14 de junio de 1772, en la iglesia de San Juan Bautista de Pamplona, con Fausto Joaquín de Elío y Alduncín Esparza, IV marqués de Vesolla, señor de Elío, del palacio de Igúzquiza, de varios lugares y mayorazgo principal de la casa Cruzat. Sucedió su hijo:
- Fausto María de los Dolores de Elío y Aguirre (Pamplona, 14 de julio de 1776-Pamplona, 15 de octubre de 1825), VI conde de Ayanz,[8] V marqués de Vesolla,[9] XIV vizconde de Val de Erro, XIII barón de Ezpeleta de Amotz y Gostoro, VIII señor de Eriete, de Elío, Eriete, Igúzquiza, Artieda, Subizar, de la Villa de Castillo de la Peña, Berriozar, Tajonar, de Gostoro, de Amotz y de Noailhan.

Casó el 6 de mayo de 1796, con María Isabel Jiménez-Navarro y Hurtado de Mendoza (1778-1843), hija de los Condado de Rodezno|condes de Rodezno. Le sucedió su hijo:
- Francisco Javier de Elío y Jiménez-Navarro (Pamplona, 20 de noviembre de 1800-Pamplona, 7 de julio de 1863), VII conde de Ayanz,[10] VI marqués de Vesolla, V marqués de las Hormazas, XV vizconde de Val de Erro, XIV barón de Ezpeleta de Amotz y Gostoro, señor de Elío, Eriete, Igúzquiza, Artieda, Subizar, Ayanz, Bértiz, etc., maestrante de Sevilla, senador vitalicio, prócer del reino y gentilhombre de cámara del rey.[11]

Casó en Tafalla el 29 de septiembre de 1825, con María Micaela de Mencos y Manso de Zúñiga ([1801-1889), hija de José María Mencos y Eslava, conde de Guendulaín, del Fresno de la Fuente, marqués de la Real Defensa y barón de Bigüezal, y de Manuela María Manso de Zúñiga y Areizaga, hija de los conde de Hervías. Le sucedió su hijo:
- Fausto León de Elío y Mencos (28 de junio de 1827-Pamplona, 23 de diciembre de 1901), VIII conde de Ayanz,[11] VII marqués de Vesolla,  XVI vizconde de Val de Erro,[11] IV marqués de Fontellas, señor de Bértiz, Jefe de la Casa de Elío, de la de Ezpeleta y de las antiguas de Enríquez de Lacarra-Navarra, Esparza, Artieda, Vélaz de Medrano, Alduncín, Bértiz, Jaureguízar y Subízar, coronel de caballería Carlista, ayudante del general Joaquín Elío y Ezpeleta, alcalde de Pamplona y senador del reino por Navarra en 1872.

Casó en 1848, con María Josefa de Magallón y Campuzano (1830-1899), hija de los marqueses de San Adrián. Le sucedió su hijo:
- Elio de Elío y Magallón (Pamplona, 14 de febrero de 1852-14 de noviembre de 1938), IX conde de Ayanz, VIII marqués de Vesolla, gentilhombre y ayudante del infante Alfonso Carlos de Borbón y Austria-Este, hermano de Carlos VII, e intervino como tal en la campaña de Cataluña y en el Centro. Senador carlista del reino por Navarra en 1904-1905, 1907-1908, 1908-1909, 1909-1910, 1911, 1914, 1915.[12]

Casó el 26 de julio de 1900 en Lezo, con Martina Hermenegilda Doussinague y Casares (1855-1933). Sin descendencia, le sucedió su sobrina, hija de su hermano, el capitán de artillería fallecido durante la Campaña de Cuba, Ángel de Elío y Magallón:
- Isabel de Elío y Gaztelu, X condesa de Ayanz.[13]

Sucedió su sobrino, hijo de Rafael de Elío y Gaztelu (1895-1975), XI conde de Ablitas, IX marqués de Vesolla y XVIII vizconde de Val de Erro, y de su esposa María Inés de Gaztelu y Elío (1915-2003), II duquesa de Elío grande de España y IV marquesa de la Lealtad.
- Xavier Elío y de Gaztelu, XI conde de Ayanz.[16]

Sucedió su hermano a quien cedió el título en 2000:
- Alfonso Elío y de Gaztelu, XII conde de Ayanz.[17]